# Bernie Castro
Bernabel "Bernie" Castro (nacido el 14 de julio de 1979 en Santo Domingo) es un infielder/outfielder dominicano que jugó en las Grandes Ligas de Béisbol. Jugó dos temporadas en las mayores, una con los Orioles de Baltimore y otra con los Nacionales de Washington.

## Carrera
Fue firmado por los Yanquis de Nueva York como agente libre internacional en 1997. Después de dos temporadas, fue canjeado a los Padres de San Diego a cambio del jardinero Kevin Reese.
Después de convertirse en agente libre en la temporada baja de 2004, firmó un contrato de ligas menores con los Orioles de Baltimore. Jugó en 24 partidos para el equipo de Grandes Ligas, bateando .288 con un porcentaje de embasarse de .360.
De nuevo se convirtió en agente libre tras la temporada de 2005, y firmó con los Nacionales de  Washington, donde jugaría 42 partidos, apareciendo en 110 turnos al bate.
Se le concedió la agencia libre una vez más después de la temporada 2007, y firmó un contrato de ligas menores con los Yanquis de Nueva York. De nuevo se convirtió en agente libre tras la temporada 2008.
A lo largo de su carrera mostró una impresionante velocidad y sólidas capacidades para hacer contacto junto con un fuerte brazo y buenos reflejos en la segunda base.